# Alki Oroklini
O Alki Oroklini é um clube de futebol cipriota de Larnaca, Chipre. A equipe compete no Campeonato Cipriota de Futebol.

## História
O clube foi fundado em 1979.